# Сан-Микеле-Арканджело (титулярная диакония)
Титулярная диакония Сан-Микеле-Арканджело (лат. Diaconia Sancti Michaëlis Archangeli) — титулярная церковь была создана Папой Павлом VI 5 февраля 1965 года апостольской конституцией «Inter cetera Romanae». Титулярная диакония принадлежит церкви Сан-Микеле-Арканджело, расположенной в квартале Рима Пьетралата, на проспекте Гелтруды Коменсоли.

## Список кардиналов-дьяконов и кардиналов-священников титулярной диаконии Сан-Микеле-Арканджело
- Йозеф Лео Кардейн — (22 февраля 1965 — 25 июля 1967, до смерти);
  - вакансия (1967 — 2003);
- Хавьер Лосано Барраган — (21 октября 2003 — 12 июня 2014, назначен кардиналом-священником Санта-Доротея);
  - вакансия (2014 — 2019);
- Майкл Черни — (5 октября 2019 — по настоящее время).